# Native Gelelektrophorese
Eine native Gelelektrophorese beschreibt elektrophoretische Trennverfahren von Proteinen in einem Gel, bei denen die native Proteinfaltung erhalten bleibt, d. h., es findet keine Denaturierung statt. 

## Prinzip
Die Probenvorbereitung findet im Gegensatz zur SDS-PAGE ohne Aufkochen der Proteine statt. Gelegentlich werden die Disulfidbrücken durch Weglassen von Reduktionsmitteln wie Mercaptoethanol oder Dithiothreitol erhalten. Durch die ausschließliche Verwendung milder nichtionischer Tenside in der Gelelektrophorese erfolgt die Auftrennung im Gegensatz zur SDS-PAGE nur nach dem isoelektrischen Punkt (bzw. der Nettoladungsdichte) und dem hydrodynamischen Volumen, nicht nach der Molekularmasse.

## Verfahren
- CN-PAGE
- BN-PAGE